# Ype Anema
Ype Anema (Bolsward, 30 oktober 1960) is een Nederlandse voetballer, die onder meer speelde voor AZ'67 (1981-83), SC Cambuur (1983-85, 1987-89) en sc Heerenveen (1985-87). Na zijn voetbalcarrière werd hij slager in zijn familiebedrijf in Bolsward.